# Fuat Yıldız
Fuat Yıldız (ur. 1 kwietnia 1965 w Yenigazi) – turecki, a od 1989 roku ostatecznie zachodnioniemiecki, a następnie niemiecki zapaśnik walczący w stylu klasycznym. Olimpijczyk z Barcelony 1992, gdzie zajął czwarte miejsce w kategorii 48 kg.

## Życiorys
Jedenasty na mistrzostwach świata w 1994. Piąty na mistrzostwach Europy w 1986, 1988, 1990 i 1992. Brązowy medalista igrzysk bałtyckich w 1993. Trzeci na MŚ młodzieży w 1985 roku.
Mistrz Niemiec w 1989, 1990, 1994, 1995 i 1996; drugi w 1991 i 1993; trzeci w 1992 roku.
Jego brat Rıfat Yıldız był również zapaśnikiem, srebrnym medalistą olimpijskim z 1992 roku.